# نظریه وضعیت
نظریه وضعیت (یه انگلیسی: situation theory)، یک مبانی ریاضیاتی را برای معناشناسی وضعیتی فراهم می کند، و توسط نویسندگانی مانند جان باروایز و کیت دولین در دهه هشتاد ارائه شده است. به دلیل برخی مسائل مربوط به مبانی ریاضیات، این ریاضیات در قالب نظریه مجموعه ناخوش‌بنیان توسعه یافت. رابطه بین نظریه وضعیت و معناشناسی وضعیتی را می توان مانند رابطه  بین نظریه نوع‌ها با معناشناسی مونتاگ در نظر گرفت.